# Risoteràpia

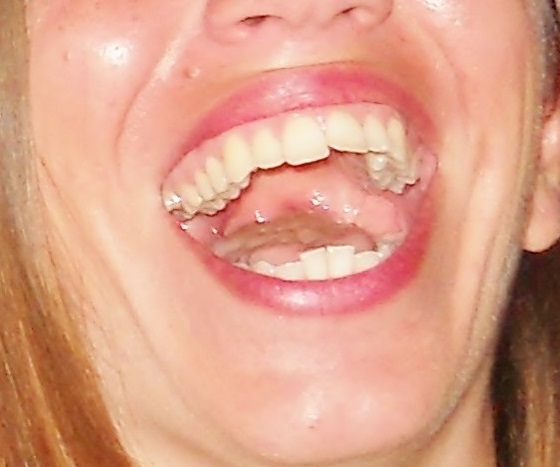
Riallada

La risoteràpia o teràpia del riure és una teràpia alternativa consistent en crear situacions que ajudin a alliberar les tensions físiques o emocionals, per aconseguir riure de manera natural. Es practica en grup, dirigit per monitors especialitzats que fan servir tècniques d'expressió corporal, balls, jocs... Les sessions de risoteràpia es realitzen en un grup de persones disposades a participar en les activitats proposades pel monitor i comencen explicant en què consisteix aquesta teràpia i els beneficis que aconseguiran amb ella.

## Història[calcitació]
La risoteràpia, també coneguda com a humorteràpia, no és una tècnica nova, ja que va ser inventada fa milers d'anys, van ser molts filòsofs i escriptors que van escriure sobre els avantatges del riure.
En algunes cultures, una tradició és la de riure, ja que no només es veu el riure quelcom físic sinó també com una pràctica espiritual, i quan es tracta del riure profund (el riure que prové del diafragma) se l'anomena curiosament, riure del Buda.
A l'Índia comparteixen el grau d'espiritualitat d'aquesta acció, i la consideren també com a mètode de meditació, ja que pensen que la meditació és un mètode per si mateix, pel simple fet que ajuda a exterioritzar els sentiments de les persones. En aquest país, a Osho, en el centre de Poona, va promoure la meditació de la "rosa mística" que consisteix en nou dies de tres hores de riure diàries.
És tan gran la creença en els poders curatius del riure, que en algunes cultures hindús es creu que riure és molt millor que quatre hores de ioga.
El poder del sentit de l'humor també és representat en el poble jueu, sent un dels pobles més perseguits i castigats de la història, la seva religió està plena de balls, cançons i humor en els seus rituals religiosos, la majoria d'ells originaris dels "hasidim" que eren els mestres que van arribar a la conclusió que la religió no podia ser quelcom trist.
Del mateix mode, a l'islam, la religió de més de 1000 milions de creients en tot el món, podem trobar en el seu llibre sagrat una frase dita per Mahoma: "El que fa riure als seus companys, es mereix el paradís".
A Europa hi ha fets que daten de l'edat mitjana, on hi havia metges que receptaven el riure als seus pacients. El famós cirurgià Henri de Mondeville, en el segle xiv, va dir "el cirurgià ha d'encarregar-se de regular tot el règim de vida del seu pacient de manera que estigui dirigit a l'alegria i a la felicitat", i el cirurgià François Rabelais deia "El riure és propi de l'home", receptava el riure com a mètode efectiu de curació, convertint-se en el pioner en receptar el riure com a mètode infal·lible per alleujar determinats patiments. Amb això aconseguia curar als seus pacients més ràpidament.
Parlant ja de només 100 anys enrere, Sigmund Freud va atribuir a les rialles el poder d'alliberar a l'organisme d'energia negativa, cosa que va poder ser demostrada posteriorment. En els últims 30 anys s'ha avançat molt en l'aplicació del riure com a teràpia.
Però sens dubte, la popularitat de la risoteràpia va arribar als anys 70, gràcies a Norman Cousins, editor i periodista estatunidenc, que patia greus dolors sense solució, a la quan els seus metges li van recomanar el riure. Un cop comprovat que realment el riure l'ajudava a fer desaparèixer el riure durant unes hores, va decidir publicar la seva experiència i la va donar a conèixer a la comunitat mèdica.
Posteriorment, Patch Adams, als anys 80, va aplicar l'alegria i el bon humor com a suport a la recuperació de tractaments de malalties, on va obtenir resultats beneficiosos. A partir d'aquí, el va començar a utilitzar la tècnica de la risoteràpia en hospitals.

## Què és?[calcitació]
És una teràpia destinada a millorar l'estat físic i psicològic a través del riure. Quan una persona riu, a més de millorar el seu estat d'ànim i de millorar el seu estat psicològic o d'estrès, també genera una substància beneficiosa per al seu organisme de cara a diferents patologies o malalties.
Cal saber que el riure produeix un enorme benestar a les persones. Actualment hi ha molts països on existeixen clíniques de risoteràpia, en què es curen algunes malalties només amb el riure, o almenys ajuda a suportar-les. En aquestes s'ha pogut comprovar per mitjà d'estudis científics com el còrtex, la substància grisa que cobreix els dos hemisferis del nostre cervell, allibera impulsos elèctrics negatius només una fracció de segon després d'haver començat a riure. El riure profund, vertader, entre altres coses enforteix el cor, dilata els vasos sanguinis, millora la respiració, segrega betaendorfines, alleuja la digestió i enforteix els llaços efectius. Quan riem activem gairebé 400 músculs del nostre cos. Però el benefici que rep el nostre organisme com a resultat d'un estat d'ànim positiu és múltiple.
Per tant, el benefici de la risoteràpia es basa en l'observació científica, ja que el cos no pot diferenciar entre un riure fals i un de vertader, i que ambdós riures ofereixen els mateixos beneficis fisiològics i psicològics. Per això, en els tallers al principi el riure és una simulació com un exercici de cos en grup, amb el contacte visual i el joc infantil, en un principi el riure és riure forçat, però a mesura que passa el temps el riure es converteix en real i contagiós.
Per aconseguir l'objectiu proposat, s'utilitzen tècniques que ajuden a alliberar les tensions del cos per així poder arribar a la rialla, entre elles trobem: l'expressió corporal, el joc, la dansa...
El sentiment humà i l'acció de riure és quelcom irracional, tot i que no per això és comú a la resta d'animals, ja que l'home i la dona són els únics animals que saben riure. Els nens riuen molt més que els adults, un bebè de mitjana riu uns 300 cops al dia, en comparació amb un adult que tan sols riu a la vora de 20 cops, això no obstant, sempre depenent de la personalitat de cada individu. Per desgràcia, els estudis demostren com la maduresa provoca un canvi gradual caracteritzar per la serietat i la disminució del riure.
En tota la història de la humanitat, estudiants, filòsofs, científics, han intentat buscar una explicació a aquest fenomen. No es coneix el perquè d'aquesta acció, però per sort si es coneix la reacció del nostre cos davant del riure.

## Beneficis[calcitació]
Actualment, i per als més pragmàtics, també es pot parlar de dades científiques provocades pel riure (estudis anglesos duts a terme a Londres).
S'ha demostrat que quan una persona riu de veritat el seu cervell allibera serotonina, un tipus d'endorfina (neurotransmissors secretats per la glàndula pituïtària del cervell, que tenen un efecte de tipus opiaci amb efectes calmants i analgèsics). Per això les endorfines es coneixen com a "opiàcies naturals".
També afavoreix la producció i l'alliberació de substàncies químiques com la dopamina, que ens puja l'estat d'ànim; o l'adrenalina, que ens permet estar més desperts i receptius, proporcionant una major creativitat.
S'han dut a terme experiments científics i s'ha demostrat amb pacients cardíacs que riure ha sigut saludable per al cor i per a la seva salut en general.
Tanmateix, en alguns estudis s'ha trobat que quan una persona riu amb freqüència, augmenta l'activitat del seu sistema immunològic, específicament en la producció d'immunoglobines A i immunoglobines B que són cèl·lules que de manera natural maten les cèl·lules de l'organisme infectades per virus i algun tipus de cèl·lules canceroses.
Alhora es produeix un increment d'una substància coneguda com a "Complement 3" que ajuda als anticossos de l'organisme per precisar a les cèl·lules anormals o infectades, i també hi ha un augment del que es coneix com a "Gamma interferint" que dona senyals a diversos components del sistema immunològic per "activar-se" i detectar anormalitats.
Amb ell, els avantatges de la pràctica de la risoteràpia són molts, entre ells destaquen els beneficis fisiològics i els neurològics.

### Beneficis fisiològics[calcitació]
- L'acció de riure posa en funcionament entre 100 i 400 músculs del cos. Alguns d'aquests músculs abdominals només es mouen amb el riure. La risoteràpia equilibra i harmonitza el sistema muscular.
- El massatge dels òrgans interns fa que de manera natural augmentin els sucs biliars i gàstrics amb els quals eliminem greixos, úlceres…
- El nostre nivell circulatori i arterial augmenta rebaixant automàticament l'estrès i l'ansietat en l'organisme. La risoteràpia estimula el sistema circulatori.
- Augmenta la nostra capacitat respiratòria, augmentant-la el doble portant més oxigen de l'habitual a les nostres cèl·lules.
- A la vegada, estimula el sistema immunològic millorant-lo sensiblement després d'una sola sessió.

### Beneficis neurofisiològics[calcitació]
La risoteràpia estimula la secreció de:
- Serotonina que té un efecte analgèsic i regula la son, el dolor, el desig sexual...
- Endorfina que estimula i potencia la nostra memòria i l'equilibri.
- Dopamina que facilita l'agilitat mental i l'estat general d'eufòria i l'alegria. Augmentant el benestar general del cos.
- Totes aquestes hormones ens ajuden a funcionar molt millor.

En general la risoteràpia està indicada per a:
- Recuperar l'alegria de viure.
- Adquirir una actitud més positiva davant dels reptes de la vida.
- Reduir l'estrès, l'ansietat i la depressió.
- Potenciar l'entusiasme, la il·lusió i la motivació.
- Millorar les relacions amb els altres.
- Trobar l'equilibri físic, mental, emocional i espiritual necessària per a la vida diària.
- Alliberar blocs emocionals i malalties. Expressant de forma assertiva i més harmònica les teves emocions.
- Seguir creixent i evolucionant personalment.
- Despertar la capacitat de sentir, gaudir i estimar.
- Millorar la salut.